# Cody Reed
Cody Austin Reed (né le 15 avril 1993 à Memphis, Tennessee, États-Unis) est un lanceur gaucher des Reds de Cincinnati de la Ligue majeure de baseball.

## Carrière
Cody Reed est choisi par les Royals de Kansas City au 2e tour de sélection du repêchage de 2013. Il commence sa carrière professionnelle en ligues mineures avec un club affilié aux Royals en 2013.
Avec les lanceurs gauchers Brandon Finnegan et John Lamb, Reed passe le 26 juillet 2015 aux Reds de Cincinnati dans l'échange qui envoie à Kansas City le lanceur droitier étoile Johnny Cueto.
Reed fait ses débuts dans le baseball majeur avec Cincinnati le 18 juin 2016. Il connaît une difficile saison recrue avec une moyenne de points mérités de 7,36 en 10 départs comme lanceur partant des Reds. Il ne remporte aucune victoire lors de cette première saison et encaisse 7 défaites. 
C'est comme lanceur de relève qu'il savoure sa première victoire le 6 avril 2017 contre Philadelphie.